# Kastelbell-Tschars
Kastelbell-Tschars (Italiaans: Castelbello-Ciardes) is een gemeente in de Italiaanse provincie Zuid-Tirol (regio Trentino-Zuid-Tirol) en telt 2341 inwoners (31-12-2004). De oppervlakte bedraagt 53 km², de bevolkingsdichtheid is 44 inwoners per km².

## Geografie
Kastelbell-Tschars grenst aan de volgende gemeenten: Latsch, Naturns, Schnals, Ulten.